# Philcoxia bahiensis
Philcoxia bahiensis är en grobladsväxtart som beskrevs av V.C. Souza och R.M. Harley. Philcoxia bahiensis ingår i släktet Philcoxia och familjen grobladsväxter. Inga underarter finns listade i Catalogue of Life.